# Talasea
Talasea (ehemals Talassia) ist eine kleine Küstenstadt auf der Willaumez-Halbinsel. Sie liegt in der West New Britain Province auf der zu Papua-Neuguinea gehörenden Insel Neubritannien. Die Siedlung liegt an der Ostküste der Halbinsel an einer Garua Harbour genannten Bucht. Die Inseln Garua Island, Binnen Island und Observation Island liegen vor der Küste. Talasea ist der Hauptort der Talasea Rural LLG im Talasea District.

## Verkehr
Nahe der Stadt gibt es den kleineren Flughafen: Talasea Airport (IATA-Flughafencode TLW).

## Geschichte

### Kolonialzeit
Talasea war bereits während der deutschen Kolonialzeit bewohnt. Es existierte eine Kopra-Plantage, die Talassia genannt wurde.
Nach dem Ersten Weltkrieg wurde die Stadt zusammen mit dem Rest von Deutsch-Neuguinea als Mandat des Völkerbundes von Australien verwaltet. Die Australier errichteten die Regierungsstation in Talasea und legten den Flugplatz an.

### Zweiter Weltkrieg

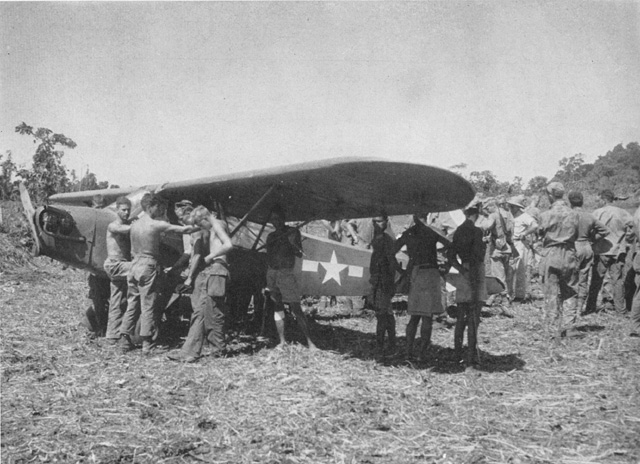
Flugzeug auf dem örtlichen Landeplatz zu Kriegszeiten im März 1944

Während des Zweiten Weltkriegs wurde die Stadt von der Kaiserlich Japanischen Armee besetzt.
Im Zuge des Neubritannienfeldzugs führte die US-Armee im März 1944 eine Landung bei Talasea auf der Willaumez-Halbinsel durch. Die Operation wurde als Folgeoperation der Landung am Kap Gloucester geplant, um den sich zurückziehenden Japanern den Weg nach Rabaul abzuschneiden. Die Landungstruppe umfasste eine Kampfgruppe des 5. Marine-Regiments, die auf der Westseite der Willaumez-Halbinsel auf einer Landenge in der Nähe der Volupai-Plantage angelandet wurde. Nach der ersten Landung rückten die Marines nach Osten in Richtung der Ausweichlandebahn in Talasea an der gegenüberliegenden Küste vor. Eine Gruppe japanischer Verteidiger des 1. und 54. Infanteriebataillons unter dem Kommando von Hauptmann Kiyomatsu Terunuma hielt die US-Truppen auf und verhinderte damit, dass der Abzug der japanischen Hauptkräfte vom Kap Gloucester unterbrochen wurde.
Danach wurde Talasea für kurze Zeit zu einem Verwaltungsstützpunkt der US-Armee. Noch im März 1944 richtete die 1st Marine Division an diesem Standort ein Hauptquartier ein und errichteten Ausbildungsstätten, ein Krankenhaus (mit den erbeuteten japanischen medizinischen Gütern) und einen Erholungsort an der Bucht von Garua.